# University of Washington
University of Washington er et universitet, som ligger fordelt over byerne Bothell, Seattle og Tacoma i staten Washington i USA. Det er også større end det lokale universitet, Seattle University.
University of Washington deltager i universitetssport, og er medlem af Pacific-10 Conference (PAC-10), som består af de 10 største universiteter i staterne Washington, Oregon, Californien og Arizona. Universitet har sit eget fodboldhold, kaldet Huskies (efter hunderacen), der er hjemmehørende i Seattle. 
University of Washington anses som et af de prestigefyldte Public Ivy-universiteter. 

## Eksterne links
- University of Washington
- Huskies Arkiveret 10. april 2007 hos  Wayback Machine Universitets fodboldhold

- Wikimedia Commons har flere filer relateret til University of Washington

47°39′15″N 122°18′29″V / 47.6542°N 122.3081°V